# ポリ乳酸

ポリ乳酸の構造

ポリ乳酸（ポリにゅうさん、polylactic acid、polylactide、PLA）は、乳酸がエステル結合によって重合し、長くつながった高分子である。化学式では(C3H4O2)n または [–C(CH3)HC(=O)O–]nと表せる。ポリエステル類に分類される。
バイオプラスチック（バイオマスプラスチック）、生分解性プラスチックの一種。農産物（トウモロコシ、芋、サトウキビ、ビートなど）を含む植物を原料として生産できる。

## 種類
乳酸は1つの不斉炭素を持ち、L 体と D 体の2種が存在する。L 体のみを重合させたものはポリ-L-乳酸（poly-L-lactic acid, PLLA）、D 体のみを重合させたものはポリ-D-乳酸（poly-D-lactic acid, PDLA）と呼ばれる。これらはその立体配置により、互いに逆回りのらせん構造をとることが知られている。
PLLA と PDLA を混合したものは、そのらせん構造がうまく噛み合って耐熱性の高い樹脂となることが知られている。これをステレオコンプレックス型ポリ乳酸（SC-PLA）と呼ぶ。
分子鎖の中に D・L 両方の乳酸が混在するものも知られている。ランダムな重合体はポリ-DL-乳酸（poly-DL-lactic acid, PDLLA）と呼ばれるが、結晶性が低く実用的でない。D 体と L 体が交互につながったもの、ブロック重合したものなども合成され、研究が進められている。

## 性質

### 生分解性
ポリ乳酸は環境中の水分により加水分解を受けて低分子化され、微生物などにより最終的には二酸化炭素と水にまで分解される。こうした性質を持つ生分解性プラスチックの中でも、ポリ乳酸は最も研究・実用化が進んでいる高分子である。
土中や水中では数ヶ月～一年が安定だが、堆肥の中では、約1週間で分解される。農業用に、マルチシートやハウス用のフィルムとして、ホビー分野では屋外用BB弾（通称バイオ弾）として実用化されており、3Dプリンターのフィラメントとして使われるのも一般的になっている。その他、繊維製品、光ディスク、包装用フィルム、レジ袋などに応用研究・試験が進んでいる。
ただし、誤解してはならないのはポリ乳酸が通常の環境で直ちに生分解を始めるわけではないことだ。上述のように堆肥の中等の特に微生物が豊富な環境でなければ、一般の合成樹脂と同様にほぼ安定である。従って、電気製品（携帯電話やノートパソコンの筐体など）や自動車部品の材料としても利用実績がある。
ポリ乳酸の製品は徐々に増えつつあるが、「廃棄時」においてポリ乳酸の特性を生かした処理法（堆肥の中に入れて生分解させる）がなされている例はほとんどなく、一般の合成樹脂同様に焼却処理されるのが通例である。このようにマテリアルフローが従前のままであれば「生分解性」自体が、製品への環境配慮の付与になっているかは自明であるとは言い難い状況にある。

### カーボンニュートラル
上記のように、ポリ乳酸が生分解性を持つゆえに環境配慮に優れているという言説は現在では下火になっており、代わりに脚光を浴びているのがカーボンニュートラルという特性である。
ポリ乳酸は植物起源の素材から合成できるバイオプラスチックの一つである。ブドウ糖（グルコース）・砂糖（スクロース）などに乳酸菌を作用させると、その発酵作用により乳酸が得られる。原料となる糖類はジャガイモやトウモロコシなどから得られるデンプンに酵素（アミラーゼなど）を作用させる、あるいはサトウキビなどから抽出することにより大量に得られる。
ポリ乳酸は微生物によって最終的に二酸化炭素（英: carbon dioxide、{\displaystyle {\ce {CO2}}}）へ分解されて大気中に放出されるが、植物は大気中の二酸化炭素を吸収してデンプンを合成しているため、トータルで見て地球温暖化の原因とされる二酸化炭素の量を増やすことがない。こうした性質は「カーボンニュートラルである」といわれ、現在注目を集めている。
このほか、食料生産と競合する植物に代えて、微生物を用いてポリ乳酸を生産することが試みられている。2019年には大林組がCO2資源化研究所と共同でポリ乳酸の実用化検討を進めることを発表した。これはCO2資源化研究所が保有する水素細菌を利用するもので、再生可能エネルギーから製造した水素と二酸化炭素を与えて乳酸を生合成させ、これを原料としてポリ乳酸を生産する。建設業は土嚢や養生シートなどの形で世界のプラスチック需要の16%を使用する大規模需要者であり、これを微生物由来のポリ乳酸プラスチックで置き換えることで食料と競合することなく脱石油化を目指している。
ただし、ポリ乳酸を合成するためにはある程度のエネルギーを必要とし、そのエネルギーは石油など化石燃料由来であることも多い。このためポリ乳酸を真の意味でカーボンニュートラルと呼んでよいかについては議論があり、カーボンニュートラルを考慮してもポリスチレンに比べて排出される二酸化炭素が多いとの見方も存在する。

## 合成法
ラクチドを経由する方法と、直接重合による手段とが知られている。

### ラクチド法
乳酸を加熱脱水重合すると低分子量のポリ乳酸が得られるが、これは分子が短すぎるためプラスチックとしては役に立たない。このオリゴマーをさらに減圧下加熱分解することにより、乳酸の環状二量体であるラクチドが得られる。ラクチドは金属塩の触媒存在下で容易に重合し、ポリ乳酸を与える。
触媒としては、毒性の低いオクタン酸スズ(II)がよく用いられる。この他にアルミニウムやランタノイドのイソプロポキシド、亜鉛の塩なども重合活性がある。

### 直接重合
ジフェニルエーテルなどの溶媒中で乳酸を減圧下加熱し、水を取り除きながら重合させることによって直接ポリ乳酸が得られる。この他、溶融法などによる合成法も研究されている。